# Бернетсвил (Индијана)
Бернетсвил (Индијана) (енгл. Burnettsville) град је у америчкој савезној држави Индијана.

## Демографија
По попису из 2010. године број становника је 346, што је 27 (-7,2%) становника мање него 2000. године.
| Група             | 2000.       | 2010.       |
| Белци             | 366 (98,1%) | 340 (98,3%) |
| Афроамериканци    | 0 (0,0%)    | 1 (0,3%)    |
| Азијати           | 0 (0,0%)    | 1 (0,3%)    |
| Хиспаноамериканци | 3 (0,8%)    | 0 (0,0%)    |
| Укупно            | 373         | 346         |